# Kansas City Chiefs
Kansas City Chiefs este o echipă fotbal american, cu sediul în Kansas City, Missouri. Chiefs este membră a Diviziei de Vest din American Football Conference (AFC) în National Football League. Echipa a fost fondată în 1960 ca Dallas Texans de către omul de afaceri Lamar Hunt și a fost membră American Football League (AFL). În 1963, echipa s-a mutat în Kansas City și a preluat numele actual. Chiefs s-au alăturat NFL ca urmare a fuziunii din 1970. Echipa este evaluată la peste 2 miliarde de dolari. Fiul lui Hunt, Clark, este președinte și CEO. După decesul lui Lamar Hunt în 2006, echipa a trecut în proprietatea colectivă a văduvei acestuia și a copiilor săi, iar Clark a reprezentat echipa la toate întâlnirile cu liga și are ultimul cuvânt în ceea ce privește schimbările de antrenori.
Chiefs au câștigat trei campionate AFL, în 1962, 1966 și 1969, și au fost a doua echipă din AFL (după New York Jets) care a învins o echipă NFL într-un joc de titlu mondial AFL-NFL, când au învins pe Minnesota Vikings în Super Bowl IV. Acea victorie din 11 ianuarie 1970 a fost ultimul joc înainte ca fuziunea ligilor să intre în vigoare. Chiefs au fost, de asemenea, a doua echipă, după Green Bay Packers (pe care i-au înfruntat în Super Bowl I), care a apărut în mai mult de un Super Bowl (și prima echipă AFL care a făcut acest lucru), precum și prima care a apărut în Super Bowl în două decenii diferite. În ciuda perioadei de succes de la începutul istoriei francizei, cu victorii în cinci dintre primele șase meciuri postsezon, echipa s-a luptat să găsească succesul în playoff timp de decenii, inclusiv pierzând zece din unsprezece meciuri din playoff din 1993 până în 2017, perioadă care a inclus o serie de opt înfrângeri consecutive.
După venirea antrenorului principal Andy Reid, a quarterbackului Patrick Mahomes și tight-end-ului Travis Kelce, Chiefs a cunoscut cea mai de succes perioadă din istoria francizei, apărând în patru Super Bowl-uri din 2019 și câștigând trei: LIV, LVII și LVIII.